# エルバ (ロンバルディア州)
エルバ（伊: Erba）は、イタリア共和国ロンバルディア州コモ県にある、人口約1万6000人の基礎自治体（コムーネ）。

## 地理

### 位置・広がり
コモ県南東部、ブリアンツァ地方のコムーネ。県都コモから東へ11km、レッコから西南西へ14km、州都ミラノから北へ39kmの距離にある。南東にプジアーノ湖、南西にアルセーリオ湖に面する。

#### 隣接コムーネ
隣接するコムーネは以下の通り。
- カズリーノ・デルバ - 北
- ポンテ・ランブロ - 北
- カステルマルテ - 北
- プロゼルピオ - 北東
- ロンゴーネ・アル・セグリーノ - 東
- エウピーリオ - 東
- メローネ - 南東
- モングッツォ - 南
- アルバヴィッラ - 南西
- ファッジェート・ラーリオ - 北西

### 地震分類

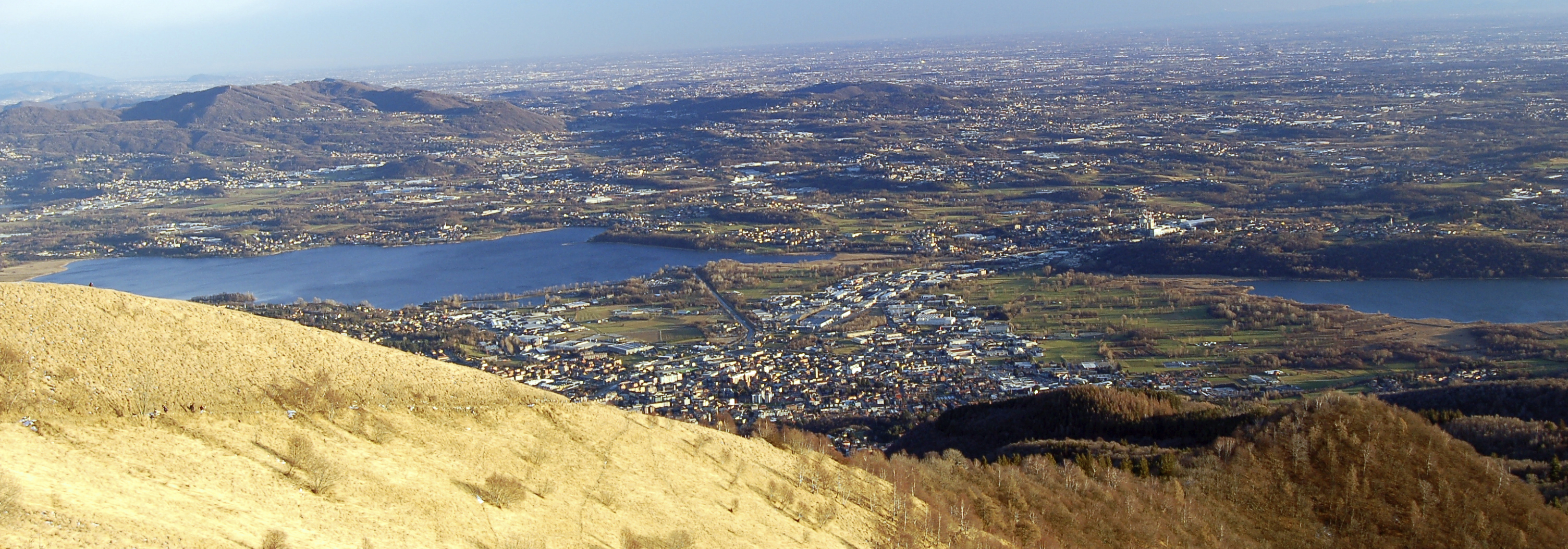
北西のBollettone山からの市街眺望。左にプジアーノ湖、右にアルセーリオ湖

イタリアの地震リスク階級 (it) では、4 に分類される
。

## 行政

### 山岳部共同体
広域行政組織である山岳部共同体「トリアンゴロ・ラリアーノ山岳部共同体」 (it:Comunità montana del Triangolo Lariano) （事務所所在地: カンツォ）を構成するコムーネの一つである。

### 分離集落
以下の分離集落（フラツィオーネ）がある。
- アルチェッラースコ(Arcellasco)
- ビンデーッラ (Bindella)
- ブッチニーゴ (Buccinigo)
- カンポローンゴ (Campolongo)
- カリフォルニア (California)
- カルペシーノ(Carpesino)
- コレヴェーンア (Crevenna)
- インカサーテ (Incasate)
- メヴァーテ (Mevate)
- サッソーニア (Sassonia)

## 姉妹都市
- フェルバッハ、ドイツ
- タン＝レルミタージュ、フランス
- トゥルノン＝シュル＝ローヌ、フランス
- コルターレ、イタリア

## 交通

### 鉄道

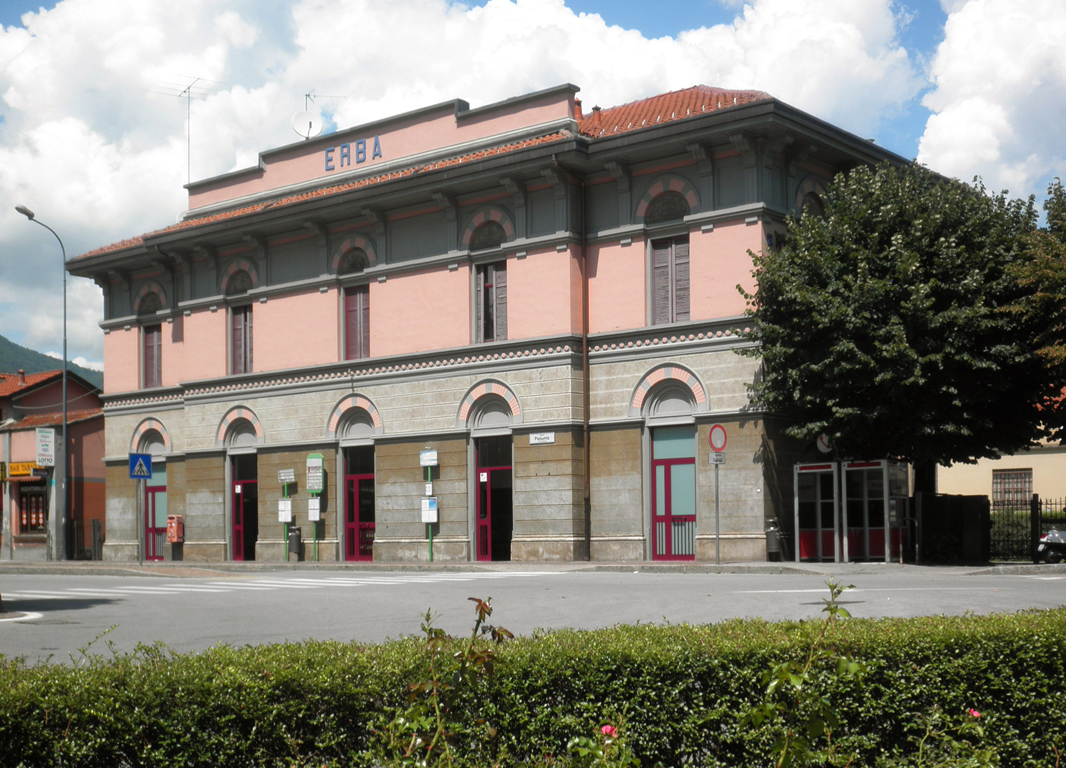
エルバ駅

- ミラノ＝アッソ線 (it:Ferrovia Milano-Asso) 
  - エルバ駅 (it:Stazione di Erba)

### 主な道路
- SP369  (it:Strada statale 639 dei Laghi di Pusiano e di Garlate)

## 人物

### 著名な出身者
- モレノ・トリチェッリ - 20世紀のサッカー選手。
- マウロ・サンタンブロージョ - 自転車競技（ロードレース）選手。
- ダヴィデ・ヴァルセッチ - レーシングドライバー。